# Xiuning
Xiuning (en chino, 休宁; pinyin, Xiūníng) es un condado  bajo la administración directa de la Prefectura Huangshan en la Provincia de Anhui, República Popular China.  Su área es de 2126 km² y su población total para 2018 superó los 250 mil habitantes. 

## Administración
Desde julio de 2020, el  Condado Xiuning se divide en  pueblos que se administran en 10 poblados y 11  villas.